# الا مک‌کی
الا مک‌کی (به انگلیسی: Ella McCay) یک فیلم کمدی-درام آمریکایی محصول سال ۲۰۲۵ به نویسندگی و کارگردانی جیمز ال. بروکس با بازی اما مکی در نقش الا مک‌کی است. این فیلم یک سیاستمدار جوان آرمانگرا را روایت می‌کند که با مسائل خانوادگی و یک زندگی کاری چالش برانگیز دست و پنجه نرم می کند و در حالی که آماده می شود شغل مربی خود، فرماندار قدیمی ایالت را به عهده بگیرد.
این فیلم قرار است توسط استودیو قرن بیستم در ۱۹ سپتامبر ۲۰۲۵ منتشر شود.

## خلاصه داستان
یک سیاستمدار جوان در حالی که فرماندار ایالتی را بر عهده می‌گیرد، سعی می‌کند بین کار و زندگی خانوادگی تعادل برقرار کند.

## ساخت
فیلمبرداری در رود آیلند در ۱ فوریه ۲۰۲۴ آغاز شد.